# Evan Rottier
Evan Rottier (Maassluis, 11 februari 2002) is een Nederlands voetballer die doorgaans als aanvaller speelt. Hij verruilde in 2025 FC Eindhoven voor ADO Den Haag.

## Carrière

### ADO Den Haag
Evan Rottier speelde in de jeugd van MSV '71, Excelsior Maassluis en ADO Den Haag, waar hij in 2020 zijn eerste contract tekende. In het seizoen 2019/20 speelde hij drie wedstrijden voor Jong ADO Den Haag in de Derde divisie Zondag. In het seizoen 2020/21 zat hij de eerste wedstrijd van het seizoen, een met 2-0 verloren uitwedstrijd tegen Heracles Almelo, bij de selectie van het eerste elftal van ADO Den Haag.

#### TOP Oss
Hierna zat hij niet meer bij de selectie en in de winterstop werd hij verhuurd aan TOP Oss. Rottier debuteerde in het betaald voetbal voor TOP op 16 februari 2021, in de met 3-0 verloren uitwedstrijd tegen SC Cambuur. Hij kwam in de 75e minuut in het veld voor Livio Milts. Dit was zijn enige wedstrijd voor TOP.

#### Terug bij ADO
Voor het seizoen 2021/22 keerde hij terug bij ADO, dat ondertussen gedegradeerd was naar de Keuken Kampioen Divisie. Hij debuteerde voor ADO op 8 augustus 2021 tegen Jong Ajax (2-0). Hij verving in de 78e minuut Amar Ćatić. Hij speelde dat seizoen 12 wedstrijden voor de Haagse club.

### FC Eindhoven
Medio 2022 verkaste Rottier transfervrij naar FC Eindhoven. Hij debuteerde op 5 augustus 2022, tegen FC Den Bosch (3-1). De wedstrijd erna, tegen Willem II, maakte hij zijn eerste doelpunt (2-1). Dat seizoen scoorde hij acht keer, wat Eindhoven bracht tot de play-offs om promotie. Er werd na extra tijd verloren van Almere City FC. In de zomer van 2023 verlengde Rottier zijn contract tot medio 2025. In het seizoen 2023/24 bleef Rottier regelmatig scoren; hij kwam tot negen doelpunten in 37 duels. In de openingswedstrijd van het seizoen 2024/25 scoorde Rottier tegen FC Den Bosch (2-0). Na een tweede winst tegen Telstar (3-0) pakte Eindhoven de koppositie, maar Rottier raakte geblesseerd. Na zijn terugkeer bleef hij wel scoren, waaronder twee keer tegen SC Cambuur (4-2). Hij was tweeënhalf jaar lang een vaste waarde voor de club. Hij scoorde 25 keer in 95 wedstrijden.

### Terugkeer naar Den Haag
In de winterstop van het seizoen 2024/2025 keerde Rottier terug bij ADO Den Haag. Hij maakte zijn rentree op 14 februari 2025 tegen Jong Ajax (1-0). Hij kwam in de ploeg voor Luka Reischl in de 78e minuut. Drie weken later scoorde hij zijn eerste doelpunt voor de ploeg, tegen FC Emmen (1-0). Hij maakte in de 13e minuut het enige doelpunt van de wedstrijd op aangeven van Daryl van Mieghem.

### Statistieken
| Seizoen                    | Club              | Land           | Competitie         | Competitie | Competitie | Beker | Beker | Overige | Overige | Totaal | Totaal |
| Seizoen                    | Club              | Land           | Competitie         | Wed.       | Dlp.       | Wed.  | Dlp.  | Wed.    | Dlp.    | Wed.   | Dlp.   |
| -------------------------- | ----------------- | -------------- | ------------------ | ---------- | ---------- | ----- | ----- | ------- | ------- | ------ | ------ |
| 2019/20                    | Jong ADO Den Haag | Nederland      | Derde divisie Zon. | 3          | 0          | –     | –     | -       | -       | 3      | 0      |
| 2020/21                    | ADO Den Haag      | Nederland      | Eredivisie         | 0          | 0          | 0     | 0     | -       | -       | 0      | 0      |
| 2020/21                    | → TOP Oss         | Nederland      | Eerste divisie     | 1          | 0          | 0     | 0     | -       | -       | 1      | 0      |
| 2021/22                    | ADO Den Haag      | Nederland      | Eerste divisie     | 10         | 0          | 2     | 1     | -       | -       | 12     | 1      |
| 2022/23                    | FC Eindhoven      | Nederland      | Eerste divisie     | 35         | 8          | 2     | 0     | 2       | 0       | 39     | 8      |
| 2023/24                    | FC Eindhoven      | Nederland      | Eerste divisie     | 37         | 9          | 2     | 0     | 0       | 0       | 39     | 9      |
| 2024/25                    | FC Eindhoven      | Nederland      | Eerste divisie     | 15         | 8          | 2     | 0     | -       | -       | 17     | 8      |
| 2024/25                    | ADO Den Haag      | Nederland      | Eerste divisie     | 13         | 3          | 0     | 0     | 2       | 0       | 15     | 3      |
| Carrièretotaal             | Carrièretotaal    | Carrièretotaal | Carrièretotaal     | 114        | 28         | 8     | 1     | 4       | 0       | 126    | 29     |
| Bijgewerkt op 12 juni 2025 |                   |                |                    |            |            |       |       |         |         |        |        |